# Carl Phillips
Carl Phillips (Everett, 23 luglio 1959) è un poeta statunitense.

## Biografia
Carl Phillips è nato nello stato di Washington nel 1959 e ha studiato ad Harvard, all'Università del Massachusetts - Amherst e all'Università di Boston. Nel 1992 ha esordito con la sua prima raccolta, In the Blood, e tre anni più tardi ha ricevuto una candidatura al National Book Critics Circle Award per la sua sue seconda opera, Cortège. Nel 2001 ha vinto il Premio Lambda per Pastoral. In totale ha pubblicato 18 raccolte, vincendo il Premio Pulitzer per la poesia nel 2023 per Then the War: and Selected Poems 2007-2020.

## Vita privata
Dichiaratamente omosessuale, ha avuto una relazione con Doug Macomber dal 1992 al 2007 e con Reston Allen dal 2013.